# 布雷克费尔德
布雷克费尔德（德語：Breckerfeld）是德国北莱茵-威斯特法伦州的一个市镇。总面积58.78平方公里，总人口9205人，其中男性4526人，女性4679人（2011年12月31日），人口密度157人/平方公里。

## 友好城市
- 法國 让赛